# Coccinella (software)
Coccinella was een opensource-chatprogramma dat gebruikmaakte van het XMPP-protocol (Jabber) voor instant messaging. De client was geschreven in Tcl en draaide op verschillende besturingssystemen, waaronder Linux, BSD, Solaris en Windows.

## Geschiedenis
Mats Bengtsson bracht in 1999 de eerste versie van het programma Whiteboard uit. In 2003 veranderde hij de naam van het programma in Coccinella.

## Mogelijkheden

### Talen
Coccinella was naast het Engels ook beschikbaar in het Nederlands, Frans, Duits, Spaans, Italiaans, Pools, Deens, Zweeds, Russisch en Koreaans.

### Overige functies
- Whiteboard;
- Beveiligde verbindingen;
- Aanpasbaar uiterlijk;
- Unicode-ondersteuning;
- Tabbladen;
- Geluidsmeldingen;
- Ondersteuning voor Jingle;
- Ondersteuning voor Jisp-pictogrammen.